# Sărituri cu schiurile la Jocurile Olimpice de iarnă din 1924
Proba sportivă de sărituri cu schiurile Jocurile Olimpice de iarnă din 1924 s-au desfășurat pe 4 februarie 1924 la Chamonix, Franța.
Proba a fost neobișnuită, deoarece medaliatul cu bronz nu a fost determinat timp de cincizeci de ani. Thorleif Haug din Norvegia a ocupat locul al treilea la încheierea evenimentului, dar o eroare în calcularea scorului lui Haug a fost descoperită în 1974 de Jacob Vaage, care a stabilit că Anders Haugen din Statele Unite, care terminase pe locul al patrulea, avusese de fapt cu 0,095 de puncte în plus decât Haug. Comitetul Olimpic Internațional a verificat acest lucru, iar la Oslo, în septembrie 1974, fiica lui Haug i-a înmânat medalia lui Haugen, în vârstă de 86 de ani.

## Clasament pe țări
| Loc | Țară                             | Aur | Argint | Bronz | Total |
| --- | -------------------------------- | --- | ------ | ----- | ----- |
| 1   | Norvegia (NOR)                   | 1   | 0      | 0     | 1     |
| 1   | Norvegia (NOR)                   | 0   | 1      | 0     | 1     |
| 2   | Statele Unite ale Americii (USA) | 0   | 0      | 1     | 1     |
|     | Total                            | 1   | 1      | 1     | 3     |

## Medaliați
| Probă              | Aur                                 | Argint                       | Bronz                                            |
| trambulină normală | Jacob Tullin Thams · Norvegia (NOR) | Narve Bonna · Norvegia (NOR) | Anders Haugen · Statele Unite ale Americii (USA) |

## Rezultate
Această competiție a avut loc la Le Mont care avea un punct de construcție de 71 de metri. Câștigătorul competiției Jacob Tullin Thams a câștigat și o medalie de argint la navigație la Jocurile Olimpice de vară din 1936; este printre puținii sportivi care au câștigat medalii olimpice atât la competiția de iarnă, cât și la cea de vară.
| Loc | Sportiv                | Țară                       | Total  |
| --- | ---------------------- | -------------------------- | ------ |
| 1   | Jacob Tullin Thams     | Norvegia                   | 18,960 |
| 2   | Narve Bonna            | Norvegia                   | 18,688 |
| 3   | Anders Haugen          | Statele Unite ale Americii | 17,917 |
| 4   | Thorleif Haug          | Norvegia                   | 17,819 |
| 5   | Einar Landvik          | Norvegia                   | 17,521 |
| 6   | Axel-Herman Nilsson    | Suedia                     | 17,146 |
| 7   | Menotti Jakobsson      | Norvegia                   | 17,083 |
| 8   | Alexandre Girard-Bille | Elveția                    | 16,793 |
| 9   | Nils Lindh             | Suedia                     | 16,737 |
| 10  | Franz Wende            | Cehoslovacia               | 16,480 |
| 11  | Sulo Jääskeläinen      | Finlanda                   | 16,418 |
| 12  | Nils Sundh             | Suedia                     | 16,397 |
| 13  | Tuure Nieminen         | Finlanda                   | 16,262 |
| 14  | Lemoine Batson         | Statele Unite ale Americii | 16,200 |
| 15  | Klébert Balmat         | Franța                     | 15,500 |
| 16  | Harry Lien             | Statele Unite ale Americii | 14,917 |
| 17  | Luigi Faure            | Italia                     | 14,010 |
| 18  | Peter Schmid           | Elveția                    | 13,437 |
| 19  | Mario Cavalla          | Italia                     | 12,605 |
| 20  | Karel Koldovský        | Cehoslovacia               | 12,501 |
| 21  | Andrzej Krzeptowski    | Polonia                    | 12,458 |
| 22  | Gilbert Ravanel        | Franța                     | 12,397 |
| 23  | Hans Eidenbenz         | Elveția                    | 10,313 |
| 24  | Xaver Affentranger     | Elveția                    | 7,813  |
| 25  | Martial Payot          | Franța                     | 7,355  |
| 26  | Josef Bím              | Cehoslovacia               | 2,333  |
| —   | Louis Albert           | Franța                     | NT     |